# Wohnste
Wohnste er en kommune med omkring 775 indbyggere (2013) i den nordlige del af Samtgemeinde Sittensen, i den østlige centrale del af Landkreis Rotenburg (Wümme), i den nordlige del af den tyske delstat Niedersachsen.

## Geografi
Wohnste ligger otte kilometer nord for Sittensen, og består af landsbyerne Klein- og Groß Wohnste omgivet af marker, der mod syd og sydvest støder op til Wohnster Mühlenmoor. Den mod øst liggende Klein Wohnste ligger ved vandløbet Ramme, der i Sittensen løber ud i Oste, der er en biflod til Elben.
Som den nordligste kommune i Samtgemeinde Sittensen er Wohnste på tre sider omgivet af Landkreis Stade: mod nordvest ligger kommunen Ahlerstedt og mod nordøst og øst ligger kommunen Sauensiek. Indtil 1932 hørte Wohnste til Landkreis Zeven, derefter til Landkreis Bremervörde, der fra 1. august 1977 blev sammenlagt til Landkreis Rotenburg (Wümme). Landskabsmæssigt hører Wohnste til Harsefelder Gest, der er en underregion af Zevener Geest.